# Гарднеров синдром
Гарднеров синдром је ријетки генетски поремећај који припада групи болести познатих као породична аденоматозна полипоза. Овај синдром карактерише се појавом бројних полипа у цријевима, посебно у дебелом цријеву, као и развојем доброћудних и злоћудних тумора у другим дијеловима тијела. Гарднеров синдром је узрокован мутацијама у APC гену, који игра кључну улогу у контроли ћелијског раста.

## Карактеристике
Гарднеров синдром се манифестује следећим симптомима и знацима:
- Полипи у цријевима: Бројни полипи у дебелом цријеву, који имају висок ризик да се трансформишу у колоректални карцином.
- Дезмоидни тумори: Доброћудни тумори који настају из влaкнастог ткива и могу бити агресивни.
- Остеоми: Доброћудне коштане израслине, често на лобанји или вилицама.
- Епидермоидне цисте: Доброћудне цисте на кожи.
- Очне мане: Промјене на ретини или ирису.[2]

## Генетика
Гарднеров синдром је узрокован мутацијама у APC гену, који се налази на хромозому 5. Овај ген кодира протеин који игра кључну улогу у контроли ћелијске пролиферације и апоптозе. Мутације у APC гену доводе до абнормалне активације Wnt сигналног пута, што резултира неконтролисаним ћелијским растом и формирањем полипа и тумора.

## Дијагноза
Дијагноза Гарднеровог синдрома заснива се на:
- Клиничкој слици: Присуство полипа у цријевима и других карактеристичних симптома.
- Генетско тестирање: Откривање мутација у APC гену.
- Колоноскопија: Визуелизација полипа у дебелом цријеву.
- Сликовне методе: Коришћење КТ или МР за откривање дезмоидних тумора и остеома.[4]

## Лијечење
Лијечење Гарднеровог синдрома укључује:
- Хируршка интервенција: Уклањање дебелог цријева (колектомија) ради спречавања развоја колоректалног карцинома.
- Лијекови: Коришћење нестероидних антиинфламаторних лекова за смањење броја полипа.
- Радиотерапија: Коришћење зрачења за контролу десмоидних тумора.
- Генетско савјетовање: Образовање пацијената и породица о природи болести и ризицима.[5]